# Porandra scandens
Porandra scandens är en himmelsblomsväxtart som beskrevs av Hong De-Yuan. Porandra scandens ingår i släktet Porandra och familjen himmelsblomsväxter. Inga underarter finns listade.